# Reserva Natural Laguna de Tisma
Reserva Natural Laguna de Tisma är ett 103 km2 stort naturreservat runt sjön Laguna de Tisma, mellan Managuasjön och Nicaraguasjön i Nicaragua. Sjöns storlek är 14 km2.

## Flora och fauna
Runt sjön ligger stora vidsträckta våtmarker.